# Питер Турксон
Турксон је претходно био надбискуп Кејп Коуста од 1992. до 2009. године, а папа Јован Павле II га је прогласио кардиналом 2003. године. На њега се гледало као на Papabile, кандидата за избор за папство, како током папске конклаве 2013. на којој је изабран папа Фрања, тако и током догађаја који су претходили предстојећој папској конклави 2025. године.

## Бискуп, надбискуп и кардинал
Папа Јован Павле II је 6. октобра 1992. именовао Турксона за надбискупа Кејп Коуста. Епископско посвећење примио је 27. марта 1993. од надбискупа Доминика Кодвоа Андоха, са надбискупима Питером Пореку Деријем и Петером Кваси Сарпонгом који су служили као сапосветитељи. Био је председник Католичке бискупске конференције Гане од 1997. до 2005. и као канцелар Католичког универзитетског колеџа у Гани од 2003.
Јован Павле II је именовао Турксона као кардинала-свештеника из Сан Либорија у свом коначном конзисторију од 21. октобра 2003. Турксон је први кардинал у Гани и био је један од кардинала електора који су учествовали на папској конклави 2005. на којој је изабран папа Бенедикт XVI и на папској конклави 2013. на којој је изабран папа Фрања.

## Римска курија
Папа Бенедикт XVI је 24. октобра 2009. именовао Турксона за председника Папског савета за правду и мир. Турксон је такође члан Конгрегације за евангелизацију народа, Конгрегације за богослужење и дисциплину сакрамената, Папског савета за унапређење хришћанског јединства, Папске комисије за културно наслеђе Цркве и, од 4. марта 2010, Папског комитета за међународни конгрес. Турксон је 12. јуна 2012. именован за члана Конгрегације за католичко образовање.
Папа Бенедикт га је 16. октобра 2010. именовао на петогодишњи мандат за члана Конгрегације за доктрину вере. Од 2009. Турксон је био председник Папског савета за правду и мир.
У пролеће 2011. године, папа Бенедикт XVI је послао кардинала Турксона као посредника да допринесе дипломатском, невојном решењу грађанског сукоба у Обали Слоноваче, где је Лоран Гбагбо одбио, упркос међународној осуди и локалним протестима и отпору, да се повуче и преда власт Аласану Оуатару, председнику потврђеном на изборима. Злочине су починиле обе стране.
У октобру 2011. Турксон је позвао на успостављање „глобалног јавног ауторитета” и „централне светске банке” како би владали финансијским институцијама које су постале застареле и често неефикасне у праведном суочавању са кризама. Његов текст је био врло конкретан, позивајући на мере опорезивања финансијских трансакција. У њему се наводи да „Економска и финансијска криза кроз коју пролази свет позива све, појединце и народе, да детаљно испитају принципе и културне и моралне вредности у основи друштвеног суживота“. Документ је осудио "идолопоклонство тржишта" као и " неолиберално размишљање" које је гледало искључиво на техничка решења економских проблема. „У ствари, криза је открила понашања попут себичности, колективне похлепе и гомилања добара у великим размерама. Додаје се да је светској економији потребна "етика солидарности" и међу богатим и међу сиромашним нацијама.
Дана 13. октобра 2012, на ватиканској конференцији бискупа која је требало да се обрати евангелизацији католика, Турксон је показао Јутјуб видео под називом „Муслиманска демографија“ који даје алармантна предвиђања о расту ислама у Европи, видео који је Ројтерс назвао „лажним“. Радио Ватикан је то описао као "презентацију која изазива страх". То је резултирало „најобученијим кретањима напред-назад којој је већина синодских ветерана икада присуствовала“. Дана 15. октобра се извинио и рекао да се само надао да ће дискусију усмерити на практичнија питања.
Папа Фрања је 2016. године послао Турксона као свог специјалног изасланика да тражи мир у Јужном Судану: да подстакне окончање насиља у земљи и помогне успостављању дијалога и поверења између зараћених страна. Турксон је отпутовао у Џубу да подржи надбискупа и да се састане са лидерима земље. Са собом је такође носио писмо од Фрање за председника Салву Кира и једно за потпредседника Рика Мачара, који су историјски непријатељи и представљају различите етничке групе.
Папа Фрања је 31. августа 2016. године основао Дикастеријум за промовисање интегралног људског развоја, именовавши Турксона за свог првог префекта, који је ступио на снагу 1. јануара 2017.
Папа Фрања је 23. децембра 2021. окончао Турксонову службу префекта Дикастерија за промовисање интегралног људског развоја по завршетку свог петогодишњег мандата, именовавши кардинала Михаела Чернија као своју привремену замену.
Турксон говори енглески, фанте, француски, италијански, немачки и хебрејски, поред разумевања латинског и грчког.

## Papabileстатус
Након најаве 11. фебруара 2013. о планираној оставци папе Бенедикта XVI, Турксона су медији идентификовали као могућег кандидата за папу. Кладионице Педи Пауер и Ледброкс учиниле су Турксона фаворитом за избор папе, а Педи Пауер је дао квоту 2/1. Дате су различите квоте од 4/1, 11/4 против (од стране Педи Пауера) и 5/4 против (од стране Ладброкеса). Непознате странке поставиле су лажне изборне постере у Риму са натписом „На конклави, гласајте за Питера Кодвоа Апија Турксона!“ 
Након смрти папе Фрање и када је папска конклава 2025. требала да почне у мају 2025, Турксон је поново виђен као papabile, иако је од 23. априла 2025. Турксонов papabile статус помешан, а The Guardian и BBC News га виде као могућег следећег папу,, иако је изостављен из спекулативних прича CNN-а и CBS-а.  

## Спољашне везе
- „Turkson Card. Peter Kodwo Appiah”. Holy See Press Office. Архивирано из оригинала 4. 9. 2017. г. Приступљено 26. 11. 2017.
- Interview on Salt+Light TV: Cardinal Peter Turkson – Witness на веб-сајту